# 竹内克伸
竹内 克伸（たけうち よしのぶ、1942年（昭和17年）2月14日 - ）は、日本の元大蔵官僚。元国土事務次官。瑞宝重光章受章。

## 略歴
- 神奈川県立湘南高等学校卒業
- 東京大学法学部第1類（私法コース）卒業[1]
- 1963年（昭和38年） 国家公務員採用上級甲種試験（法律）合格、司法試験第二次試験合格
- 1964年（昭和39年）4月 大蔵省入省（主計局総務課）
予算編成の取りまとめの部署だったが、1年目の仕事はコピー取り、各課、各主計官チームへの資料配りといった雑用だったという[2]。
- 1966年（昭和41年）4月 大臣官房調査企画課
- 1967年（昭和42年）4月 労働省労政局労働法規課法規第四係長[3]
- 1969年（昭和44年）7月17日 館林税務署長
- 1970年7月 理財局国債課課長補佐（企画・法規）[4]
- 1972年7月 主計局総務課課長補佐（歳入・企画）[5]
歳入係の課長補佐となり、税外収入（国有財産売り払い収入、日銀納付金、各省庁の行政手数料収入等）の取りまとめを行った[6]。
- 1973年7月 主計局主計企画官補佐（調整係主査）
- 1974年7月17日 主計局主計官補佐（農林第三係主査）[7]
- 1976年7月 主計局法規課課長補佐
初の赤字国債の発行根拠法を担当した[8]。
- 1977年7月 主計局総務課課長補佐（企画）[9]
- 1979年7月 主計局局付（外務研修）
- 1980年5月 外務省在スイス日本国大使館一等書記官
- 1981年1月 外務省在スイス日本国大使館参事官
- 1983年（昭和58年）6月21日 大蔵省主計局調査課長
- 1984年（昭和59年）6月27日 大蔵省主計局局付
- 1984年（昭和59年）8月1日 大蔵省主計局主計官（農林水産担当）
- 1987年（昭和62年）7月6日 大蔵省理財局資金第一課長
- 1988年（昭和63年）6月15日 大蔵省大臣官房調査企画課長兼財政金融研究所次長
- 1989年（平成元年）6月23日 関東信越国税局長
- 1990年（平成2年）6月29日 大蔵省銀行局保険部長
- 1991年（平成3年）6月11日 大蔵省銀行局検査部長
- 1992年（平成4年）6月26日 関東財務局東京証券取引所監理官兼大臣官房審議官（証券局担当）
- 1992年（平成4年）7月27日 大蔵省大臣官房審議官（証券局担当）
- 1993年（平成5年）6月25日 大蔵省大臣官房付・日本銀行政策委員会大蔵省代表委員
- 1994年（平成6年）7月1日 証券取引等監視委員会事務局長
- 1995年（平成7年）5月26日 大蔵省大臣官房付
- 1995年（平成7年）6月22日 国土庁長官官房長
- 1996年（平成8年）7月2日 国土事務次官併任総理府阪神・淡路復興対策本部事務局長
- 1997年（平成9年）7月8日 退官
- 1997年（平成9年）7月22日 商工組合中央金庫副理事長
- 2000年（平成12年）6月 財団法人証券保管振替機構理事長
- 2002年（平成14年）1月 株式会社証券保管振替機構代表取締役社長
- 2011年（平成23年）7月 株式会社証券保管振替機構代表取締役会長
- 2012年 (平成24年) 春の叙勲で瑞宝重光章を受章[10]

## 大蔵省同期
田波耕治（事務次官、内閣官房内閣内政審議室長）、涌井洋治（JT会長、主計局長、大臣官房長）、加藤隆俊（IMF副専務理事、財務官）、野田毅（衆議院議員、経済企画庁長官、建設大臣、自治大臣兼国家公安委員長）、高橋厚男（関税局長）、三宅正太郎（大臣官房審議官（大臣官房担当））、坂本導聡（経済企画庁総合計画局長）、吉本修二（造幣局長）、峯嶋利之（つくば銀行社長、関東財務局長）など